# Ebersbach (Fils)
Ebersbach (Fils) (niem: Bahnhof Ebersbach (Fils)) – stacja kolejowa w Ebersbach an der Fils, w kraju związkowym Badenia-Wirtembergia, w Niemczech. Według DB Station&Service ma kategorię 4. Znajduje się na 32 km linii Stuttgart – Ulm.

## Linie kolejowe
- Linia Stuttgart – Ulm

## Połączenia
| Trasa | Trasa | Takt                                                          |
| ----- | --- | ------------------------------------------------------------- |
| IRE   | Stuttgart – Esslingen – Plochingen – Ebersbach (Fils) – Göppingen – Geislingen (Steige) – Ulm             | pojedyncze pociągi                                            |
| RB    | (Stuttgart – Esslingen –) Plochingen – Ebersbach (Fils) – Göppingen – Süßen (– Geislingen (Steige) – Ulm) | półgodzinny (trasa podstawowa) co godzinę (trasa rozszerzona) |